# Internetes Szinkron Adatbázis
Internetes Szinkron Adatbázis (ISzDb) – węgierski projekt internetowy o charakterze bazy danych, poświęcony filmom i osobom pracującym w węgierskim dubbingu.
Baza witryny zawiera informacje na temat ok. 30 tys. filmów, ścieżek dźwiękowych i wersji dubbingowych, a także dane na temat blisko 130 tys. osób powiązanych z węgierskim dubbingiem (stan na październik 2020).
Projekt powstał w 2006 roku. W ciągu miesiąca strona odnotowuje ponad 100 tys. wizyt (stan na 2020 rok).